# Lethe Vallis
Lethe Vallis es un valle en Elysium Planitia en Marte, ubicado en 4° Norte y 206,5° Oeste. Tiene 225 km de largo y lleva el nombre del río Lethe en el Parque nacional y reserva Katmai, Alaska (Estados Unidos). Lethe Vallis se origina en el margen SE del oeste de Elysium Basin (Cerberus Palus). El oeste de Elysium Basin probablemente contenía un lago que tenía 500 km de ancho y recibía agua de Athabasca Valles. Probablemente se formó en solo días o semanas y tuvo una descarga como el río Misisipi. Algunos han sugerido que se formó a partir de flujos de lava, pero la lava no podría fluir sobre un gradiente tan bajo durante una distancia tan larga.